# Grunddal Sjallung
 Der er for få eller ingen kildehenvisninger i denne artikel, hvilket er et problem. Du kan hjælpe ved at angive troværdige kilder til de påstande, som fremføres i artiklen.

Grunddal Sjallung (født 1895 i Odense, død 1976) var en dansk psykolog, heraldiker og frimurer.
Han flyttede i en ung alder til København. Sjallung var i 1920erne og 30erne forfatter til en række artikler i frimurerbladet Frimurertidende skrevet under navnet Broder Neutralis, men han oversatte også frimuriske tekster fra engelsk til dansk. 
Sjallung var en ivrig heraldiker og erhvervede sig flere udenlandske adelstitler af tvivlsom herkomst. Hans arbejde med heraldikken udmøntede sig f.eks. i designet af Glostrups byvåben, som hans eget private Heraldisk Institut fremstillede i 1937. 